# Scopula rufolineata
Scopula rufolineata är en fjärilsart som beskrevs av Barend J. Lempke 1949. Scopula rufolineata ingår i släktet Scopula och familjen mätare. Inga underarter finns listade.